# 攀果

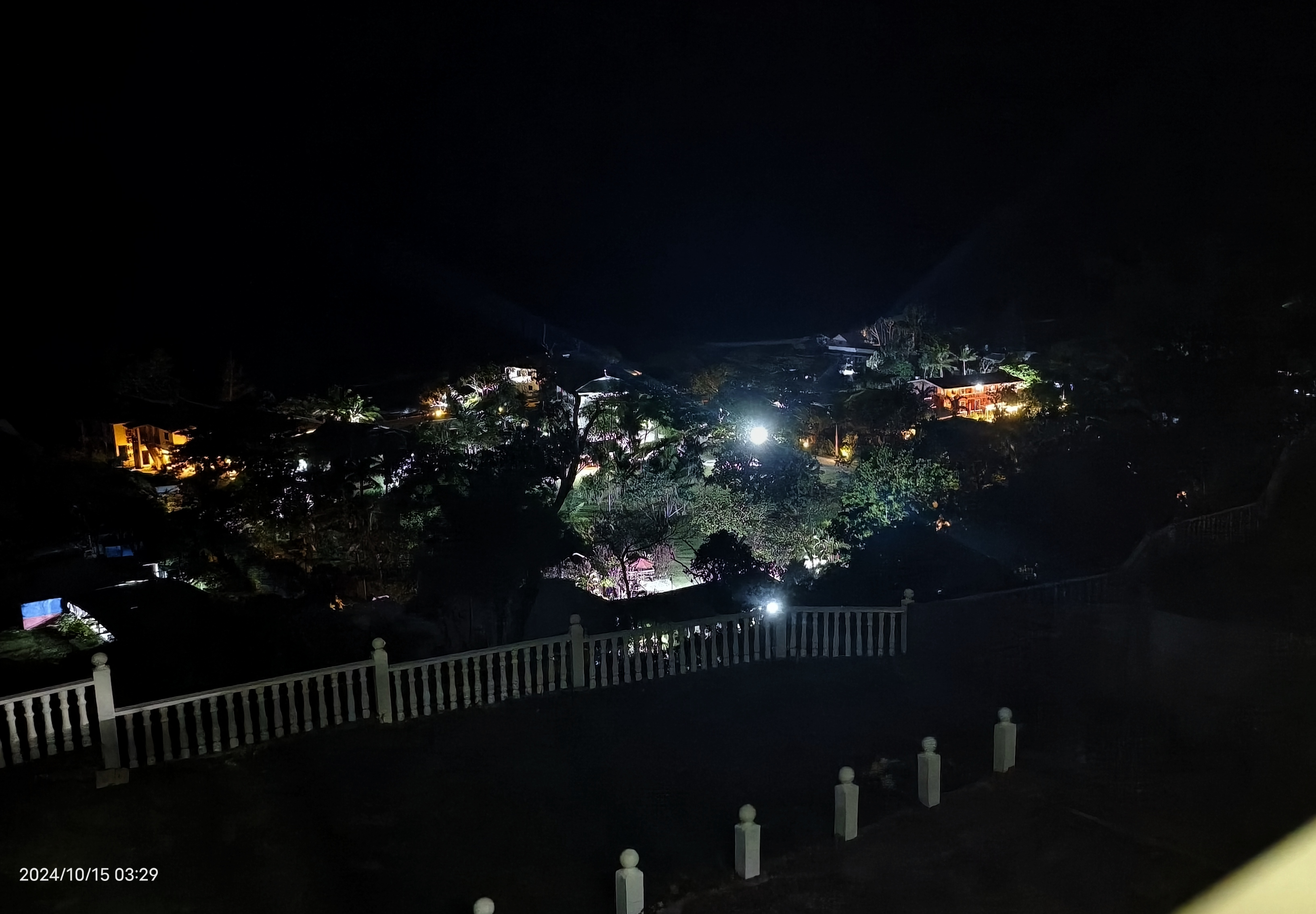
攀果村的夜景，灯光那边是海

攀果（Pango）是位于瓦努阿图埃法特岛东南部的一个社区，名称由于19世纪40年代抵达的萨摩亚传教士所起。是岛上第三大村庄，北邻首都维拉港。

## 自然环境
攀果村拥有绵长的白色沙滩，每年9月至3月，海龟都会在这里上岸产卵。攀果地区设有一个占地约15英亩的永久性海洋禁捕区，附近的Elaupan泻湖拥有多种珊瑚礁，被禁捕至少十年。

## 人口与政治
自1867年以来，攀果村的人口不超过208人，2011年增加到 2,000 人。该州有1600名登记选民。
Kalsarap家族是攀果村土地的惯常所有者和最大股东。
攀果村传统的治理体系是由Maseiman（星鸟）酋长领导，酋长委员会由代表8个部落（Naflak）的8位酋长组成：

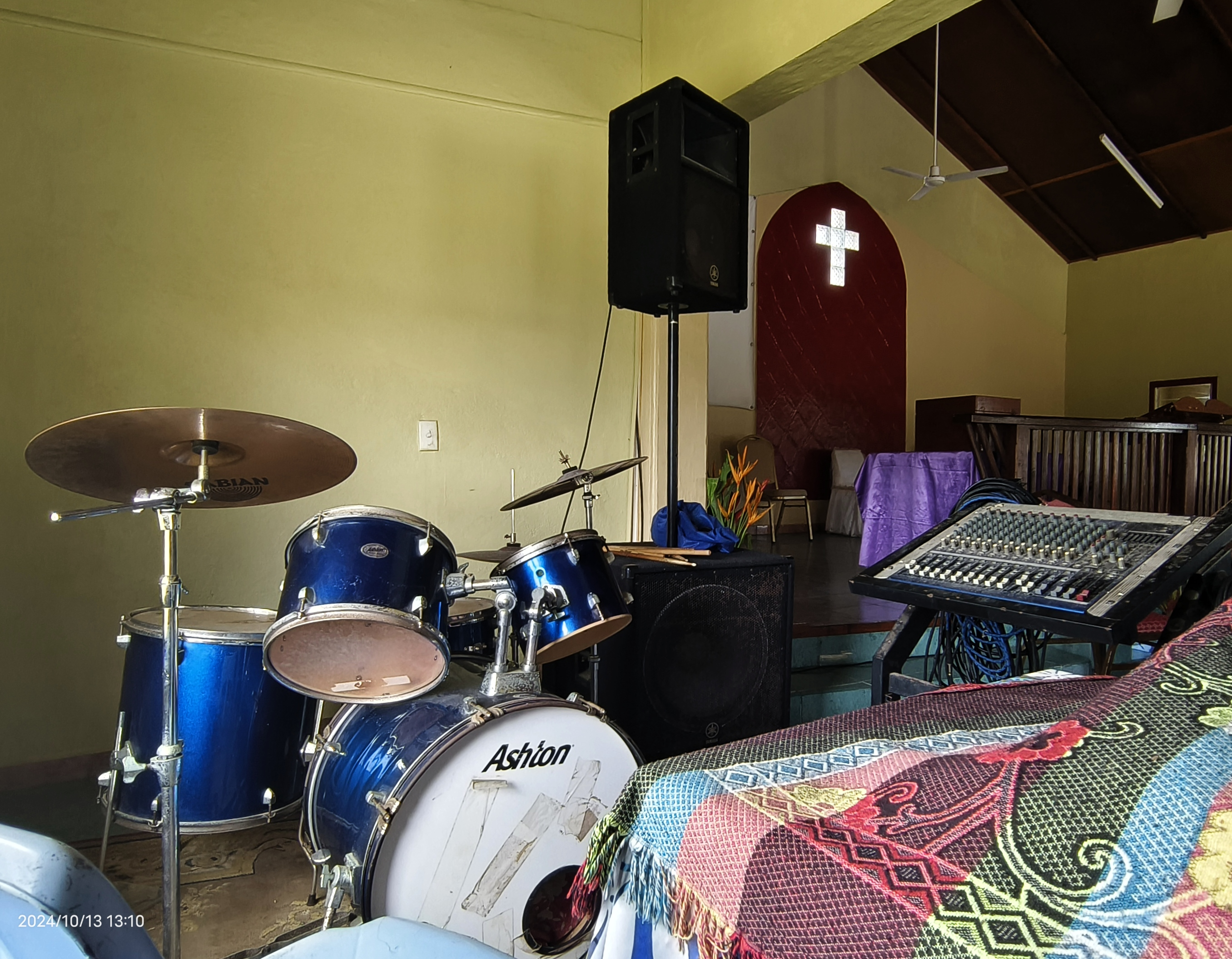
攀果的一个教堂内部

- 克拉姆（Kram）
- 努爱（Noai）
- 纳通格劳（Natongrau）
- 纳牛（Naniu）
- 木高（Mgal）
- 纳普生（Naptam）
- 姆莱奥（Mleo）
- 维特（Wit）